# Flora della Sardegna

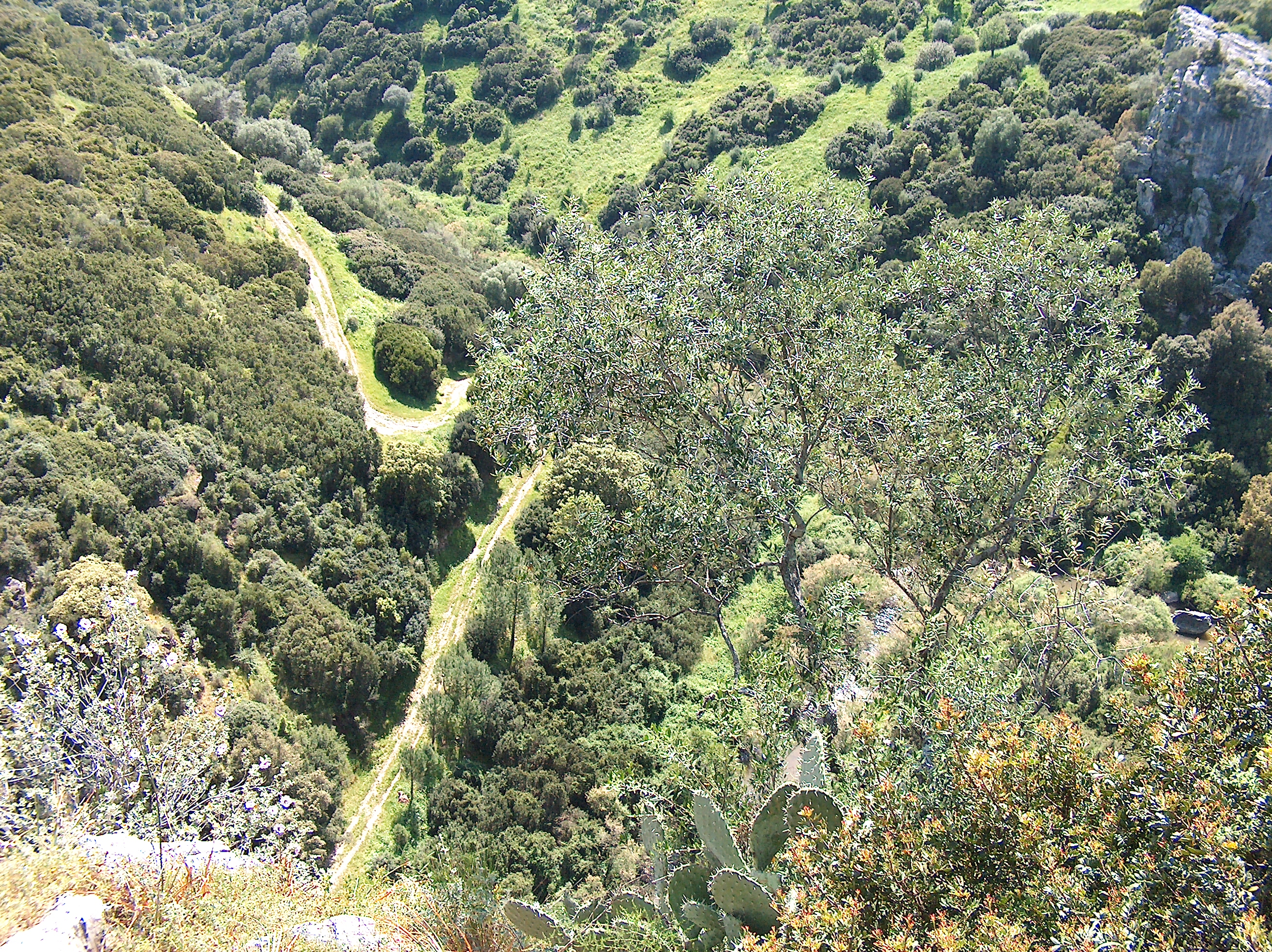
Paesaggio a macchia dal castello di Medusa a Samugheo, centro Sardegna

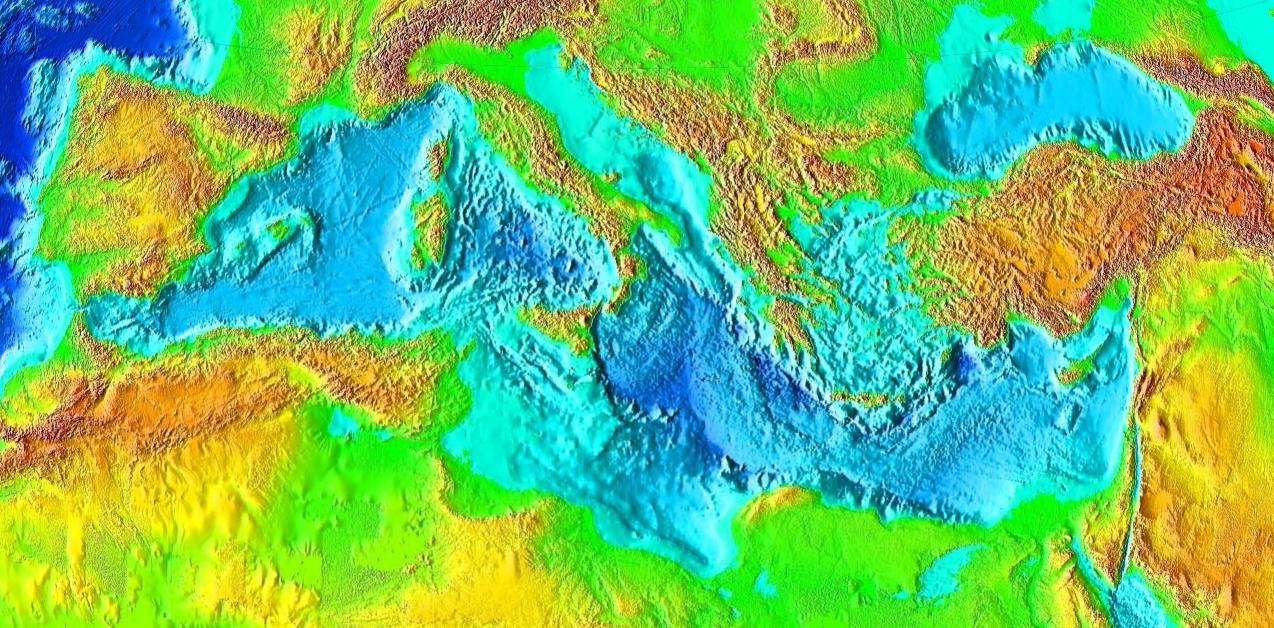
I rilievi sottomarini del bacino del Mediterraneo suggeriscono quale dovesse essere l'orografia nel Messiniano (Miocene finale) quando il prosciugamento del mare produsse ponti di terra che collegavano tra loro territori oramai separati.

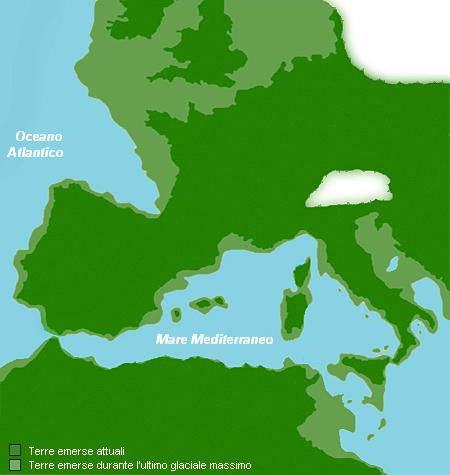
L'isolamento della Sardegna ha conosciuto alcune interruzioni, ad esempio, durante l'ultimo glaciale massimo.

La flora Sarda pur derivando da un substrato comune mediterraneo è caratterizzata da specificità ed endemismi. Ciò è dovuto all'adattamento a  condizioni climatiche particolari, all'insularità e alla storia geologica dell'Isola.
La flora attuale è tuttora caratterizzata da specie che nel Cenozoico, 60 milioni di anni fa, si diffusero costituendo foreste primigenie di tasso, leccio, agrifoglio e lauroceraso, specie mesofile che ben si adattavano al clima caldo-umido dipendente dal piano equatoriale passante per il Sud dell'Europa. Circa 25-28 milioni di anni fa, la Sardegna apparteneva alla placca corso-sarda-calabra che, staccatasi dalla placca europea pressappoco a livello della attuale Provenza, subì una rotazione di 90 gradi migrando 400 km più a sud nel mar Mediterraneo. Nel Miocene, prima che questo processo si fosse completato, la Sardegna doveva essere ricoperta da foreste imponenti, come documentato dai resti fossili di foresta pietrificata rinvenuti presso il lago Omodeo e a Perfugas. In seguito l'isolamento fu interrotto brevemente per fenomeni legati alla chiusura dello stretto di Gibilterra (5,6 milioni di anni fa) e alle glaciazioni (l'ultimo massimo glaciale risale a circa 15.000 anni fa) favorendo lo sviluppo di evoluzioni autoctone di specie ed intere biocenosi.
Pertanto l'Isola è oggi caratterizzata da endemismi tipicamente sardi, altri condivisi con la vicina Corsica, o con Corsica e Baleari, altri ancora tipici di areali ristretti del bacino del Mediterraneo soprattutto occidentale.

## Gli ecosistemi

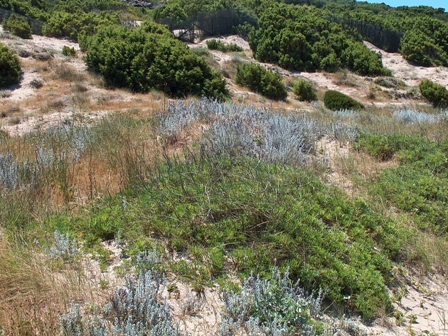
Carloforte, Sardegna Sud-Occidentale. Ambiente costiero a spiaggia dunale.

Il particolare contesto geologico e climatico che ha interessato lungamente la Sardegna ha determinato la coevoluzione di specie tipicamente mediterranee (sclerofille sempreverdi) a formare numerose associazioni vegetali a partire dagli ambienti costieri fino a quelli montani passando per la macchia, i boschi e le lagune interne. Questi ambienti sono a loro volta modulati dalle condizioni climatiche e pedologiche locali creando di volta in volta contesti nuovi e tipici. Molte associazioni sono ormai alterate dall'intervento umano, soprattutto a causa del disboscamento selvaggio degli ultimi secoli e della pratica dell'incendio per generare pascoli. Gli ecosistemi principali secondo il criterio di Massa e Schenk (1980) sono rappresentati da: 
- Coste e piccole isole .

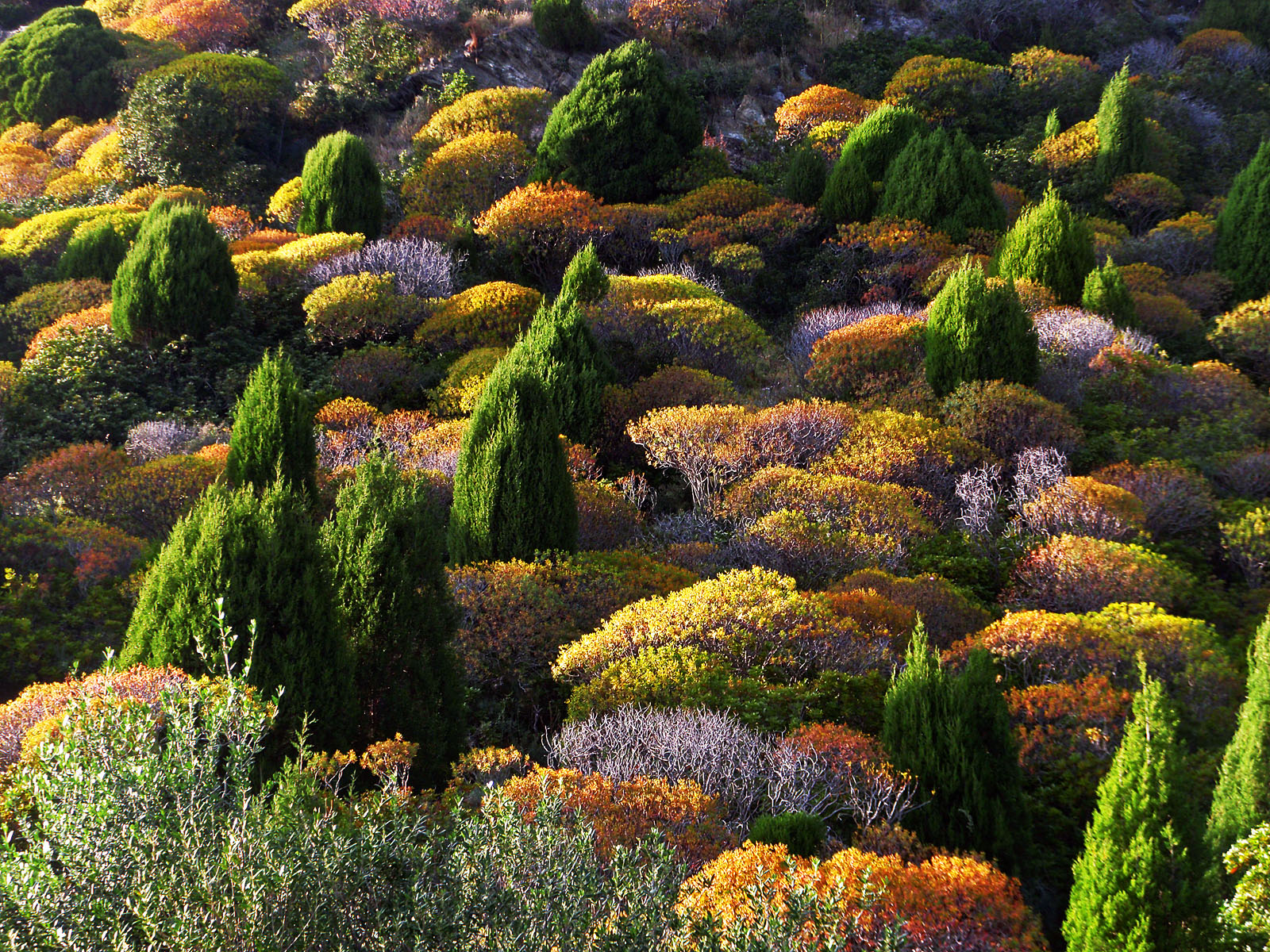
Macchia a Olea oleaster o Olea europaea var. sylvestris (verde chiaro), Juniperus phoenicea (verde smeraldo), Euphorbia dendroides (giallo/bruno) e Pistacia lentiscus (verde scuro)

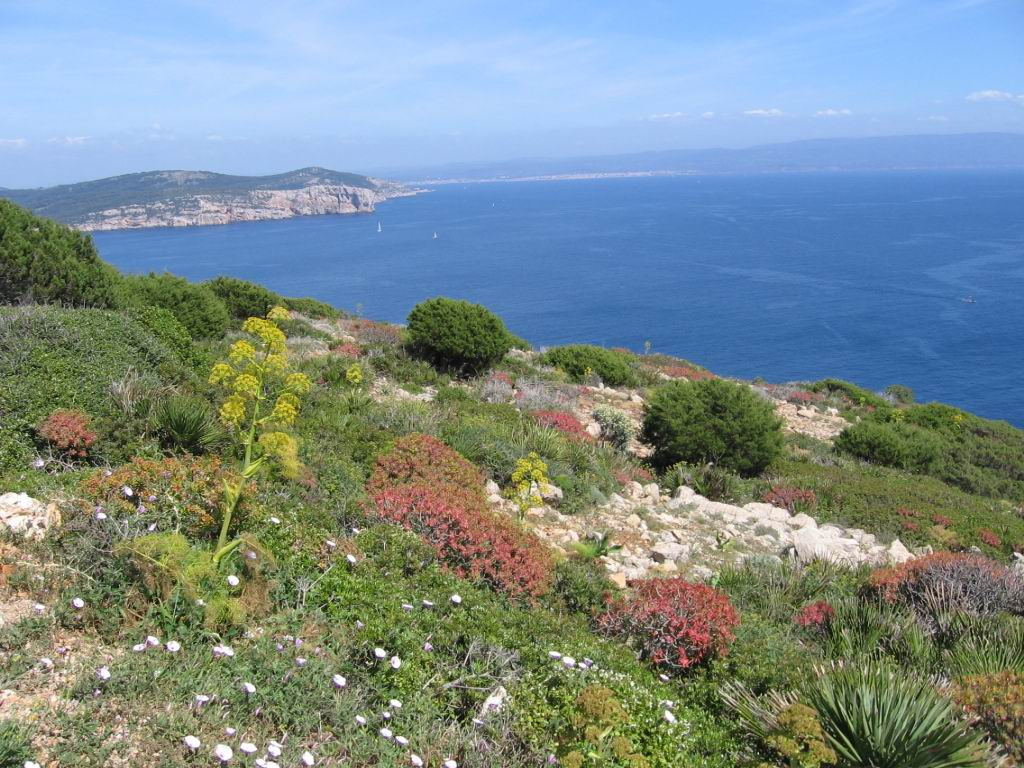
Capo Caccia, Sardegna nord-occidentale. Ambiente costiero a falesie con Chamaerops humilis

Lungo i litorali, caratterizzati da specie  psammofile, si possono distinguere ulteriori fasce: spiaggia, anteduna, duna, retroduna, scogli e falesie rocciose, e infine gariga delle zone aride rocciose.
- Zone umide costiere.

Sono rappresentate da stagni, acquitrini, saline e lagune collocate in prossimità delle coste e di cui la Sardegna è ricchissima. Le specie vegetali in grado di adattarsi all'acqua salmastra (alofite) si sostituiscono gradualmente alle piante d'acqua dolce (idrofite).
- Macchia mediterranea.

é costituita da alberi e arbusti a sclerofille e rappresenta l'elemento prevalente e caratterizzante. Una classificazione semplice suddivide questo tipo di formazione in macchia bassa e macchia alta in relazione alle dimensioni della copertura vegetale. Un'altra classificazione invece tiene conto del tipo di associazione vegetale nei diversi contesti climatici e, a seconda della prevalenza, prende il nome di macchia a leccio, ginepro, ad erica e corbezzolo, ad olivastro e carrubo e ad olivastro e lentischio, a cisto, a euforbia, a ginestra, ad alloro, ad oleandro e agnocasto.
- Fiumi e laghi interni.

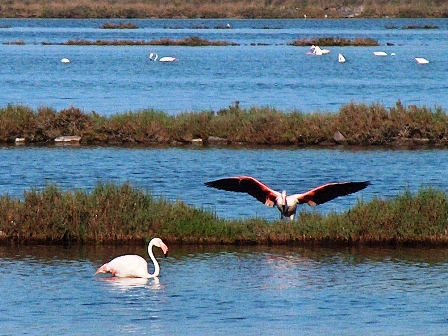
Carloforte, Sardegna Sud-Occidentale. Ambiente lagunare

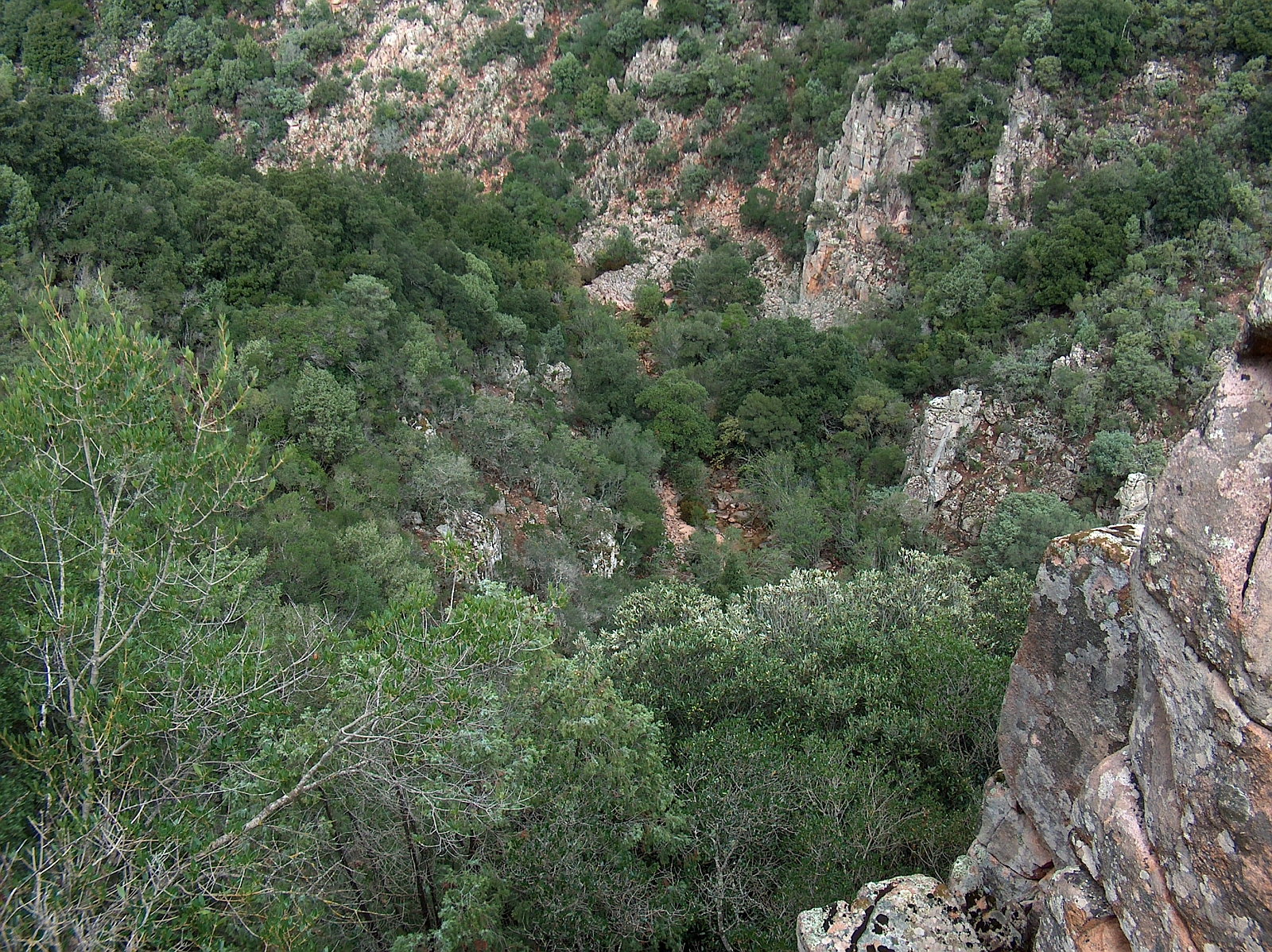
Parco del Sulcis, Sardegna Sud-Occidentale. Ambiente di macchia mediterranea.

Comprendono fiumi, ruscelli e laghi artificiali. Gli ecosistemi di questi ambienti freschi risentono fortemente dei cicli stagionali e dell'altitudine e pertanto accolgono varie associazioni in relazione a questi fattori.
- Boschi e foreste.

L'imponenza di alcune di queste formazioni, un tempo ricchissime in Sardegna, si può ammirare soprattutto in aree montane e collinari del centro e del nord. La foresta di leccio è la più caratteristica, seguita dai querceti caducifogli, i castagneti e le sugherete. Mentre queste formazioni sono testimoni della flora mesofila del Terziario, le pinete sono di chiara origine antropica.
- Montagna.

Questo ambiente, caratterizzato dagli arbusti prostrati e le specie  igrofile lungo i torrenti, seppure poco rappresentativo per via dei modesti rilievi della Sardegna, è interessante per la presenza di numerosi endemismi e specie di interesse. 
- Zone agricole e urbane.

Queste zone hanno subito la cancellazione del paesaggio originario che è stato sostituito dalle attività residenziali e agricole. In particolare i pascoli sono caratterizzati dalla presenza di specie bulbose annuali come l'asfodelo e l'aglio.

## Specie botaniche in Sardegna

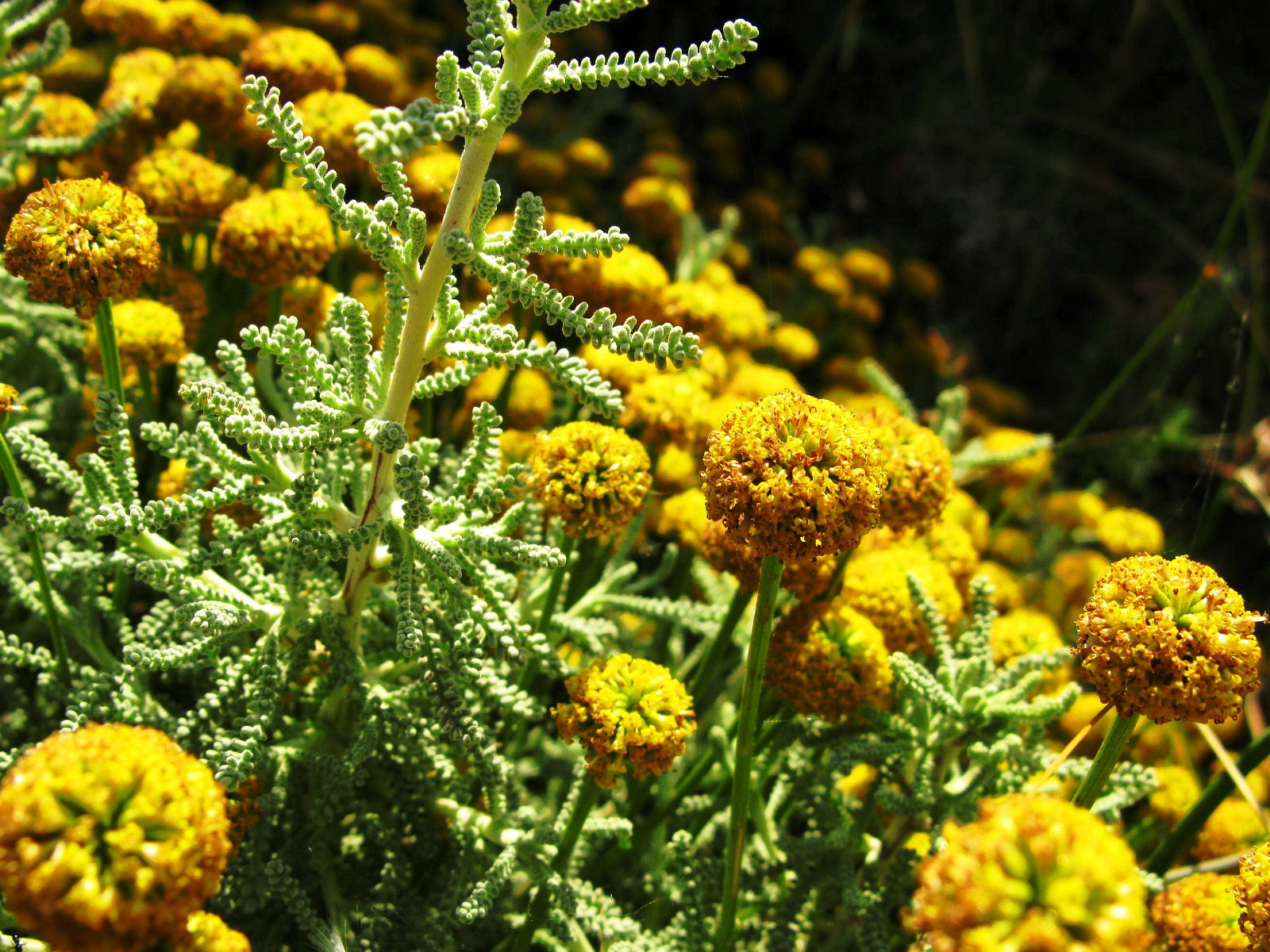
Santolina insulararis - endemismo della Sardegna

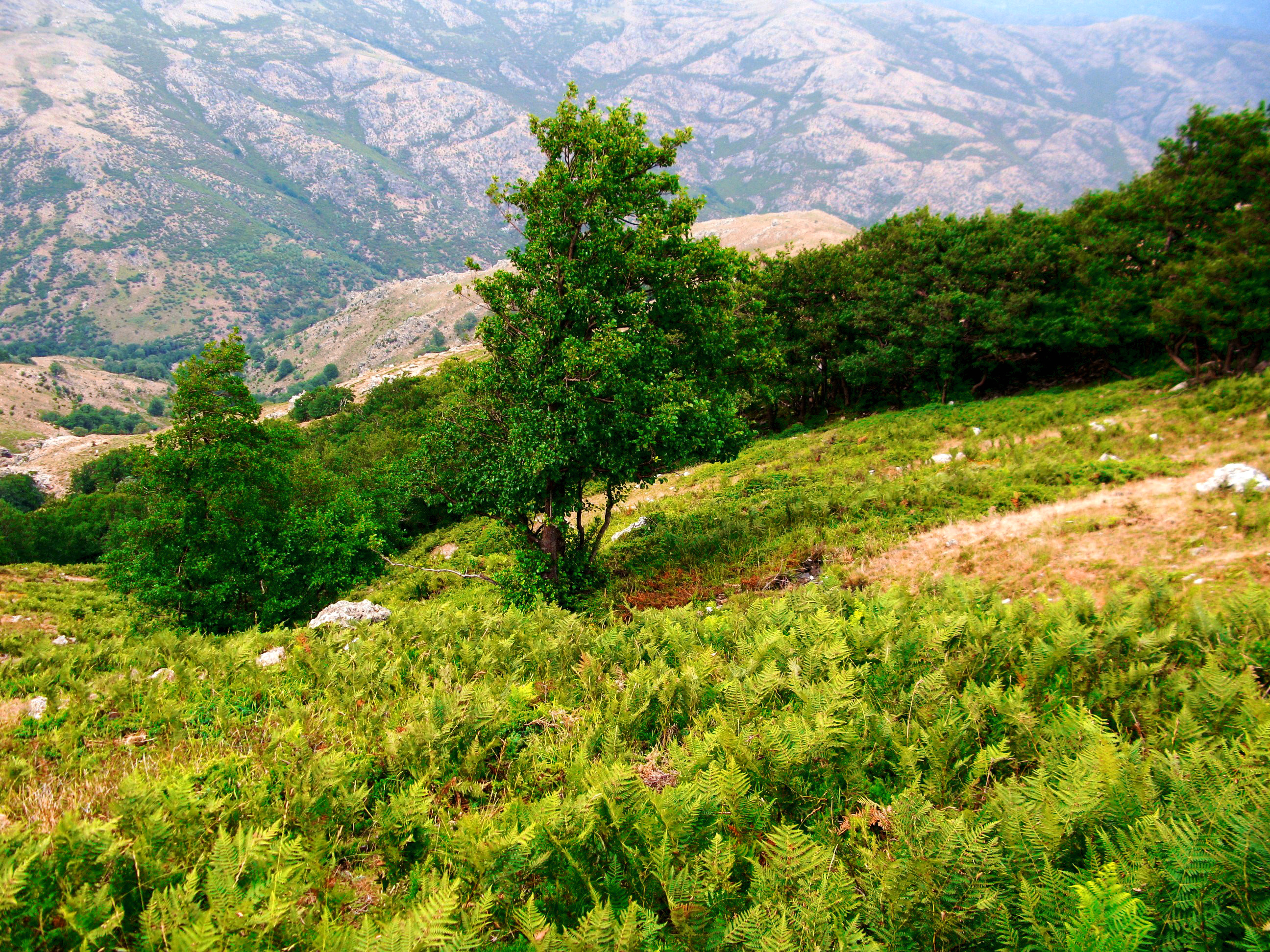
Gennargentu - Vegetazione estiva: foresta a galleria di ontani e felci

Dei 2054 taxa che costituiscono la flora vascolare della Sardegna 1991 sono angiosperme, raggruppate in 667 generi di 114 famiglie, 50 pteridofite e 13 gimnosperme. Inoltre, dei 695 generi presenti nell'isola, 62 comprendono endemismi. Se fino ad un decennio fa si contavano 202 specie endemiche oggi se ne contano almeno un centinaio in più e ulteriori sono ancora in corso di studio.